# St. Helenischer Status

Reisepass

Der St. Helenische Status (englisch St. Helenian Status) ist die rechtliche Mitgliedschaft einer natürlichen Person zum Britischen Überseegebiet St. Helena, Ascension und Tristan da Cunha. Es ist vergleichbar mit einer Staatsangehörigkeit. Alle Personen mit diesem Status sind jedoch nach dem British Overseas Territories Act 2002 britische Staatsbürger.
Die rechtliche Grundlage für den Status bildet die Immigration Ordinance No. 8 aus dem Jahr 2011.

## Erwerb
Der St. Helenische Status kann auf folgenden Wegen erhalten werden:
1. durch Geburt:
  1. Inselbewohner oder
  2. Bewohner, die am oder nach dem 18. Oktober 1999  in St. Helena geboren wurden und deren Vater oder Mutter zum Geburtszeitpunkt den Status hatten
2. durch Abstammung:
  1. Personen, die am oder nach dem 18. Oktober 1999 geboren wurden und deren Vater oder Mutter zum Geburtszeitpunkt den Status 
    1. durch Geburt oder
    2. durch Abstammung und auf der Insel wohnhaft oder
    3. durch Abstammung, sofern die Mutter oder der Vater diesen Status durch Geburt hatten
3. durch Antrag:
  - sofern die Person volljährig ist und die Behörde dem Antrag unter Berufung auf Anlage II zustimmt
4. durch Überprüfung:
  - sofern eine Person, die glaubt den Status zu haben, einen Antrag auf Anerkennung stellt

## Verlust
Der Status geht verloren, wenn
1. die Person nach Ausstellung des Statuszertifikats 10 Jahre lang nicht in St. Helena lebt oder
2. der Status durch Betrug erhalten wurde.